# Fläckebo
Fläckebo este o arie protejată (arie specială de conservare — SAC, sit de importanță comunitară — SCI, arie de protecție specială avifaunistică — SPA) din Suedia întinsă pe o suprafață de 81,6 ha, integral pe uscat.

## Localizare
Centrul sitului Fläckebo este situat la coordonatele 59°53′14″N 16°20′33″E / 59.8873°N 16.3426°E.

## Înființare
Situl Fläckebo a fost declarat sit de importanță comunitară în ianuarie 1997 pentru a proteja 1 specie de animale. Alte tipuri de protecție:
- arie de protecție specială avifaunistică (în ianuarie 1998)[2]
- arie specială de conservare (în martie 2011)[1][3][4]

## Biodiversitate
Situată în ecoregiunea boreală, aria protejată conține 2 habitate naturale: Cursuri de apă de la nivel de câmpie la nivel montan, cu vegetație Ranunculion fluitantis și Callitricho-Batrachion, Păduri caducifoliate de mlaștină fino-scandinave.
La baza desemnării sitului se află o specie protejată de  păsări: muscar (Ficedula parva).